# Hemiphyllodactylus titiwangsaensis
Hemiphyllodactylus titiwangsaensis Zug, 2010 è una specie di geco che vive nella Penisola di Malacca.

## Etimologia
Il suo nome specifico, titiwagsaensis, significa "dei Monti Titiwangsa" dal nome della catena montuosa malese dove questo rettile vive.
Anche i nomi vernacolari in lingua inglese (Titiwangsa slender gecko), in lingua tedesca (Titiwangsa-Halbblattfingergecko) e in lingua danese (Titiwangsa-myndegekko) hanno il medesimo significato.

## Descrizione
La colorazione e il disegno di questo geco sono piuttosto variabili, con un colore di fondo che va dal marrone chiaro al marrone scuro, ornato da macchioline più chiare o più scure. Due sono le caratteristiche che lo rendono identificabile, ovvero il colore giallo-arancio sotto la coda e una banda scura dietro l'occhio, sopra la quale si trova una debole banda chiara.
La forma del corpo è piuttosto allungata e snella, la testa è relativamente grande. La coda è relativamente corta, visto che misura meno della lunghezza testa-corpo. Le minuscole scaglie sulla coda non sono organizzate in segmenti distinti, ma sono disposte in modo sovrapposto, come le scaglie dei pesci.

## Biologia

### Comportamento
È una specie notturna. Predilige le foreste di ditterocarpi collinari e le foreste di montagna, sopra i 900 metri di altitudine.
È stato avvistato su rocce granitiche e sugli alberi, ma anche su strutture realizzate dall'uomo in prossimità di sentieri nella foresta.

### Riproduzione
Hemiphyllodactylus titiwangsaensis è una specie ovipara. Si suppone che la riproduzione avvenga durante tutto l'anno.
Le femmine depongono due uova.

## Distribuzione e habitat
Questo rettile vive nella parte centro-meridionale dei Monti Titiwangsa, in Malaysia. È stato infatti segnalato in almeno tre distinte zone della catena montuosa, nello stato di Pahang (Cameron Highlands, Fraser's Hill e Genting Highlands), ma si suppone che il suo areale sia più ampio.
È una specie che vive in quota, oltre i 900 m s.l.m. e predilige le foreste di montagna e quelle di ditterocarpi in collina.

## Conservazione
La specie è relativamente abbondante nelle zone in cui è stata registrata. Ciononostante, in ragione del fatto che l'areale in cui vive è non soltanto ristretto, ma anche minacciato dall'urbanizzazione e dalla realizzazione di infrastrutture turistiche (in particolare nelle zone di Cameron Highlands e Genting Highlands), viene considerata una specie a rischio.
Hemiphyllodactylus titiwangsaensis non è stato avvistato in nessuna area protetta. Tuttavia la zona di Fraser's Hill è un'attrazione turistica per le attività di birdwatching ed è pertanto improbabile un ulteriore sviluppo turistico che metta a repentaglio l'habitat.

## Tassonomia
La specie è stata descritta per la prima volta da George Zug nel 2010.